# Nosybus zernyi
Nosybus zernyi is een insect uit de familie van de Berothidae, die tot de orde netvleugeligen (Neuroptera) behoort. 
Nosybus zernyi is voor het eerst wetenschappelijk beschreven door U. Aspöck & H. Aspöck in 1983.